# Borovice virginská

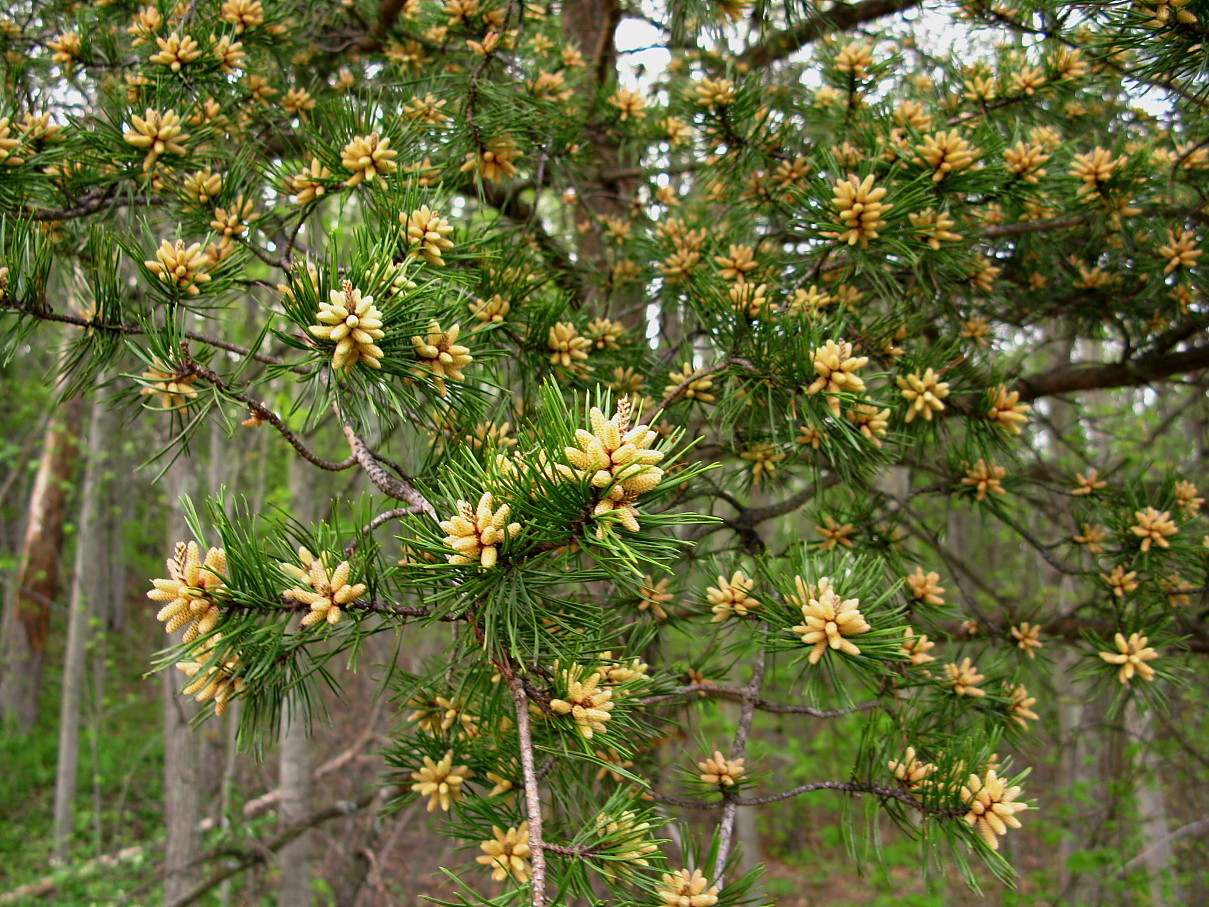
Samčí šištice

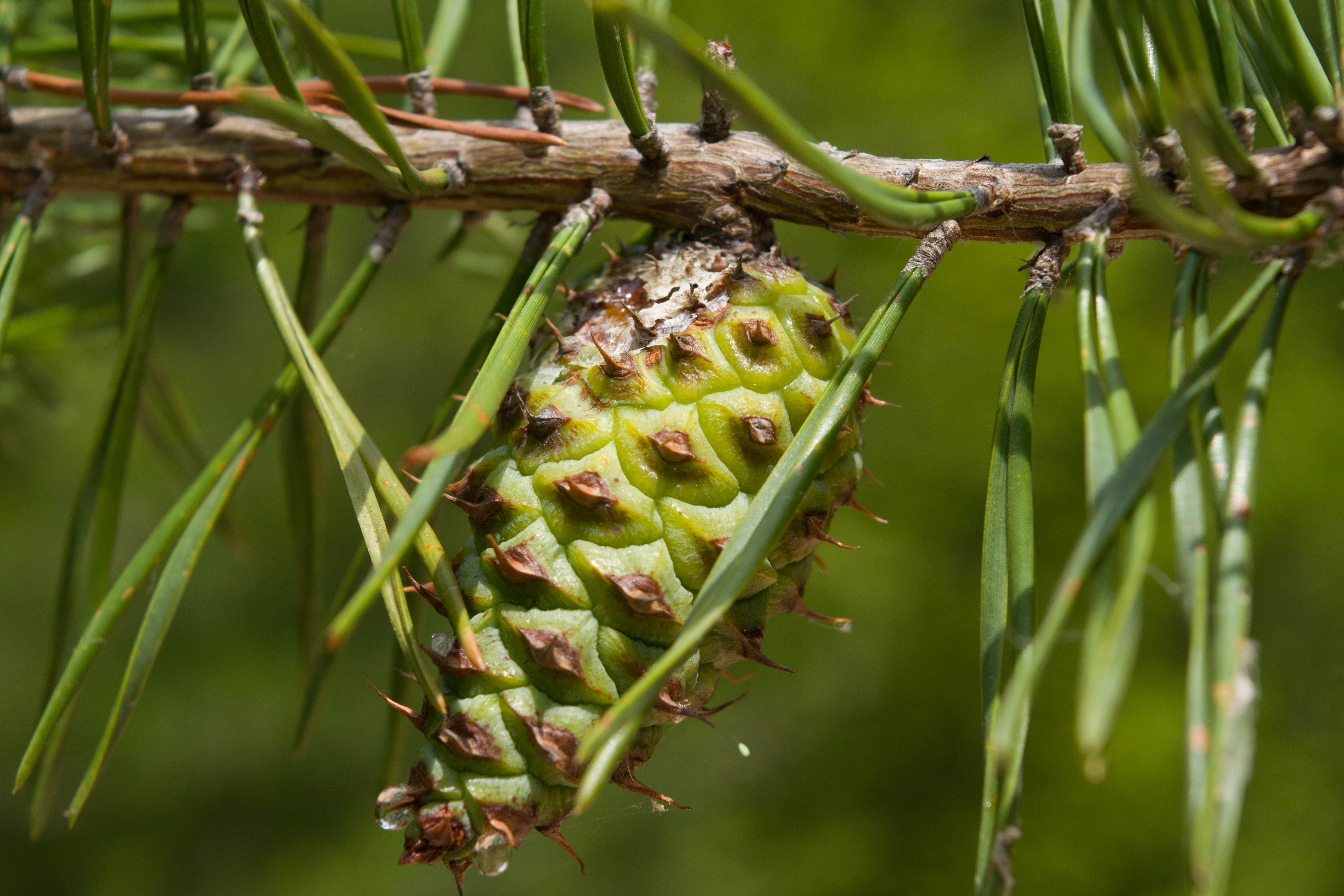
Zrající samičí šištice

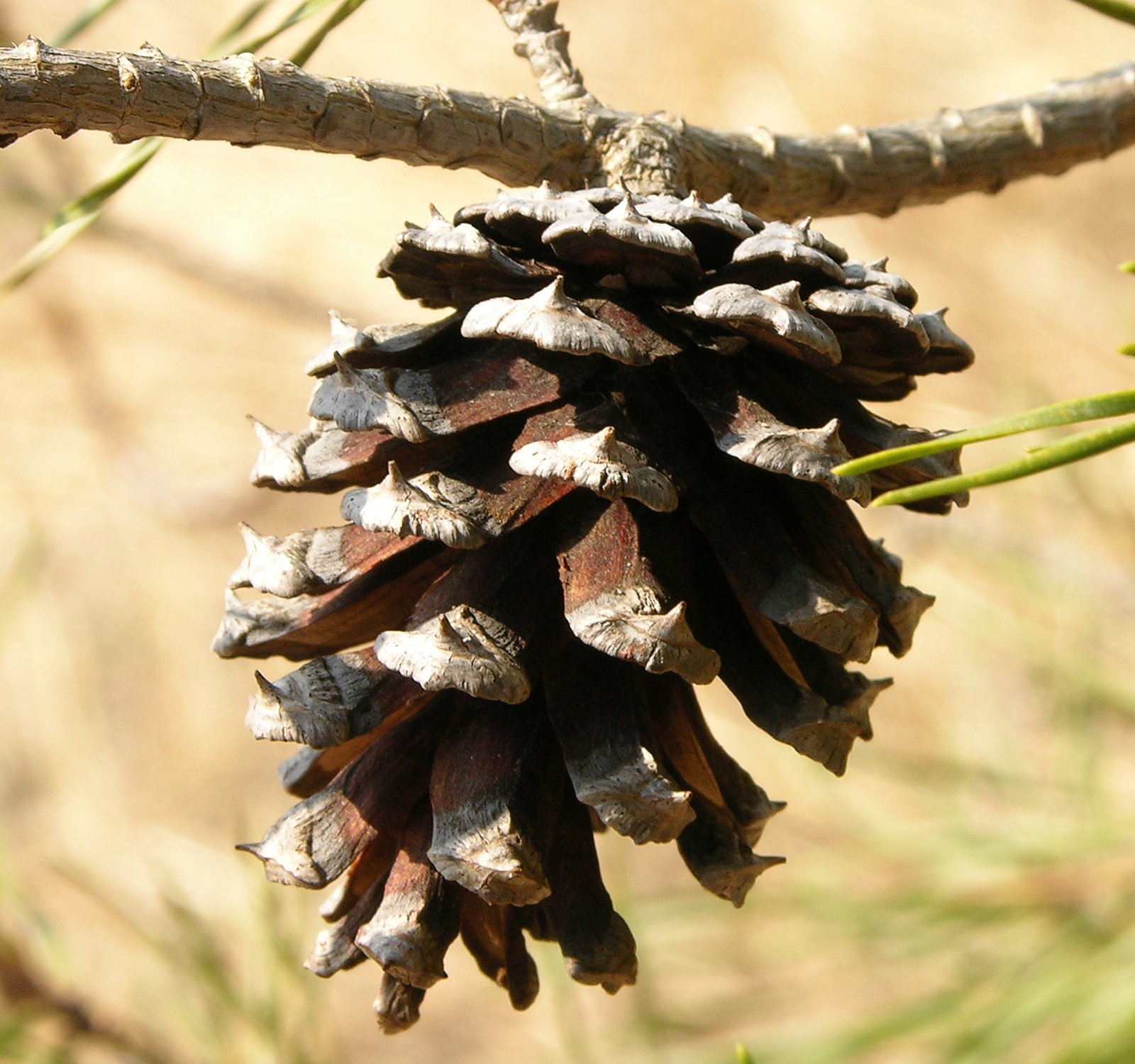
Vyprázdněná šiška

Borovice virginská (Pinus virginiana) je nepříliš vysoký jehličnatý strom, který se vyskytuje téměř výhradně na severovýchodě Spojených států amerických. Je dřevinou rostoucích na těžších hlinitých či jílovitých půdách, po kterých se většinou šíří samovýsevem. Jeho průměrná výška jen o málo převyšuje 15 m, kmen mívá poměrně krátký, často nerovný a koruna bývá nepravidelná.

## Rozšíření
Druh je původní v Severní Americe, ve východní části Spojených států amerických. Pochází z oblastí Piedmontu, z východního předhůří Appalačského pohoří. Na východě je jeho hlavní výskyt ohraničen 15 m nadmořské výšky v Atlantské pobřežní nížině a na západě 760 m n. m. v Appalačském pohoří. Na severu se vyskytuje od státu New York až po Mississippi, Alabamu a Jižní Karolínu na jihu. Klima je v těchto místech vlhké, chladné a půda je tam poměrně chudá. Borovice virginská je v této oblasti široce rozšířena, hlavně ve státě Virginie, z čehož pochází i název druhu.
Společně s ní tam roste i dub bílý, dub červený, javor červený, borovice pichlavá, borovice vejmutovka, borovice kadidlová, ambroň západní, tupela lesní nebo jedlovec kanadský. Místně roste v téměř jednodruhových porostech, kde samovolně vyrůstá jako průkopnický druh po požáru, na místech s erodovanou půdou nebo na opuštěných starých polích.
Ve středoevropských podmínkách je dostatečně mrazuvzdorná, většinou ale bývá pouze sbírkovou dřevinou. V České republice je k vidění v Zámeckém parku v Průhonicích.

## Ekologie
V místech výskytu na severoamerickém kontinentu je podnebí klasifikováno jako vlhké, průměrné roční dešťové srážky tam bývají 890 až 1400 mm, přičemž většinou jsou rozložené pravidelně po celý rok. Letní teploty se pohybují mezi 21 až 24 °C a zimní -4 až +4 °C, ročně je tam od 160 po 225 bezmrazých dnů. Strom koření jen mělce a často bývá vyvracen větrem nebo namrzlým sněhem. Je citlivý na látky znečišťující ovzduší, zejména na oxid siřičitý, oxidy dusíku i na ozon, které poškozují listy, naopak toleruje kyselost půdy v rozmezí od pH 4,6 po 7,9.
Nejlépe se borovici virginské daří v odvodněných jílech nebo písčitých půdách na silikátových podložích, vyskytuje se však i v oblastech s vápenci nebo břidlicemi, na hůře odvodněných půdách je však střídána borovici kadidlovou. Mnohdy je nazývána plevelným stromem, neboť rychle zarůstá velké plochy opuštěné zemědělské půdy. Často roste na místech, kde je následkem eroze z minulého intenzivního zemědělského používání většina svrchního půdního horizontu zlikvidována, v takových podmínkách je, v porovnání s poblíž rostoucími borovicemi, o poznání úspěšnější. Není přizpůsobena pro přežití požáru, má poměrně tenkou kůru a mělce sahající kořeny.
Opylování větrem probíhá od poloviny března do konce května v závislosti na místních teplotách. Opylená vajíčka v samičích šišticích začínají růst až o dvanáct či třináct měsíců později, do té doby se zvětšují jen šištice, které plné velikosti dosáhnou od konce září do počátku listopadu následného roku. Po dozrání se semena za pomoci větru rozptýlí, prázdné šišky na stromu zůstávají i 5 let.
Pokud vyrůstá po okrajích stanoviště nebo osamoceně, roste někdy jako nízká, vícekmenná nebo keřovitá dřevina, naopak v lesním prostředí v soutěži s ostatními stromy dosahuje větší výšky a má tvar stromu. Borovice virginská stárne ve věku 65 až 90 let a jen zřídkakdy přežije 150 roků. Nejvyšší známý strom je 37,3 m vysoký, nejmohutnější strom je vysoký 31 m a jeho kmen má průměr 83 cm a koruna šířku 15 m. Stromy plodí určité množství semen každý rok, větší počet vyprodukují zhruba každé tři až čtyři roky. Osamocené stromy mají šišky již ve věku pěti let, naopak stromy rostoucí v hustých lesích třeba až v padesáti létech, po prořezávce a prosvětlení dojde k podstatnému uspíšení plodnosti. Počet chromozomů je 2n = 24.

## Popis
Jednodomý strom bývá průměrně vysoký 10 až 20 m a jeho často zkroucený, nerovný kmen může být tlustý do 0,5 m, kůra je šedohnědá, zprvu hladká a později nepravidelně šupinatě rýhovaná, při vrcholku kmene načervenalá. Koruna je nepravidelně okrouhlá s poklesajícími větvemi, mladé větévky jsou načervenalé nebo napurpurovělé, později se stávají drsné a červenohnědé nebo šedé. Zimní pupeny jsou vejcovité nebo cylindrické, červenohnědé, bývají 6 až 10 mm dlouhé a pryskyřičnaté.
Jehlice vyrůstají ve svazečcích po dvou, vytrvávající na stromě tři až čtyři roky, jsou světle nebo tmavě žlutozelené, silně zkroucené, 20 až 80 mm dlouhé a 1 až 1,5 mm široké, vrchol mají špičatý, pochvu dlouhou 5 až 10 mm, okraj jemně pilovitý a stomatální řady na všech stranách.
Samčí šištice, vyskytující se obdobně jako samičí ve všech částech koruny, jsou červenohnědé či žluté, elipticky válcovité, 1 až 2 cm dlouhé a pyl vypouštějí od března do konce května. Samičí šištice jsou matně červenohnědé, přisedlé nebo krátce stopkaté, před otevřením kopinaté, po otevření vejčité, 3 až 8 cm velké, semenné šupiny mají výrazný purpurově červený nebo purpurový okraj a nejsou samosprašné. Semena dozrají a ze šišek vypadají až za dva roky, šišky bez semen zůstávají na stromě ještě po několik let. Semena jsou bledě hnědá nebo tmavě strakatá, obvejčitá, stlačená, velká 4 až 7 mm a mají úzké, až 20 mm dlouhé křídlo. Jeden kilogram čistých semen obsahuje 100 000 až 200 000 kusů.

## Rozmnožování
Rozptyl semen začíná v říjnu a většina jich bývá rozesetá do tří měsíců, jen část zůstává v šiškách až do jara následného roku. Většina semen u stromů s průměrnou výškou 18 m spadne do okruhu 30 m od paty mateřského stromu. Sazenice pro růst požadují přímé sluneční světlo, částečný stín snižuje roční přírůstky a v plném stínu vůbec nepřežijí. Za příznivých podmínek vyrostou semenáče v prvém roce do výšky 10 až 20 cm, v desátém roce bývají vysoké 5 m. Množení sazenic řízkováním nebývá příliš úspěšné, nejlépe se daří při prosincovém odběru ze stromů mladších desetí let.
Většina míst, kde borovice virginská ve větším měřítku vyrůstá, je za posledních 120 let spojena s místy narušenými těžbou dřeva nebo velkými požáry. Popsané poškození lokality má za následek zhruba dvoj až čtyřnásobné zvýšení klíčivosti semen a zároveň se tam čtyřnásobný počet semenáčů dožívá dvou let.

## Význam
Dřevo borovice virginské je historicky používána pro železniční pražce, nosníky, tyče a na hrubé řezivo, dříve se z něho získával dehet, dělalo se dřevěné uhlí a často sloužilo jako palivo. Kmen má jádro červenohnědé a běl nažloutle bílý, dřevo je měkké, dobře se opracovává a má průměrnou hmotnost 515 kg/m³. Pokud není ošetřeno konzervačními látkami je ve venkovním prostředí hodnoceno jako středně až slabě odolné proti hnilobě, pro stavební účely bývá prodáváno za nižší cenu. V současnosti se stalo na východě Spojených států hlavním zdrojem pro buničinu k výrobě papíru a na řezivo používané uvnitř staveb. Dělají se z něj podlahy, obklady, skříně, pomůcky pro domácnost, palety i dřevotřísky a překližky. Obdobně jako většina borovic má její dřevo výraznou vůni a při zpracování může vyvolávat alergii.
Pro svou nenáročnost na půdu a rychlý růst slouží borovice virginská k zalesňování opuštěné zemědělské půdy a ploch poničených průmyslovými pracemi. Je také hojně vysazována na rozlehlých plochách a následně těžena jako vánoční stromky, které se sklízejí ve věku od tří až do deseti let.